# Kloster St. Lazarus in Bethanien
Koordinaten: 31° 46′ 19,1″ N, 35° 15′ 20,9″ O
Das Kloster St. Lazarus in Bethanien war ein Benediktinerinnenkloster in Bethanien (heute Al-Eizariya; arabisch العيزرية, DMG al-ʿIzzariya im Westjordanland) zur Zeit des Königreichs Jerusalem. Das Nonnenkloster wurde 1144 gegründet, wurde 1192 nach Akkon verlegt und schließlich nach dem Fall von Akkon 1291 nach Nikosia (Zypern). Um/nach 1370 löste sich das Kloster auf.

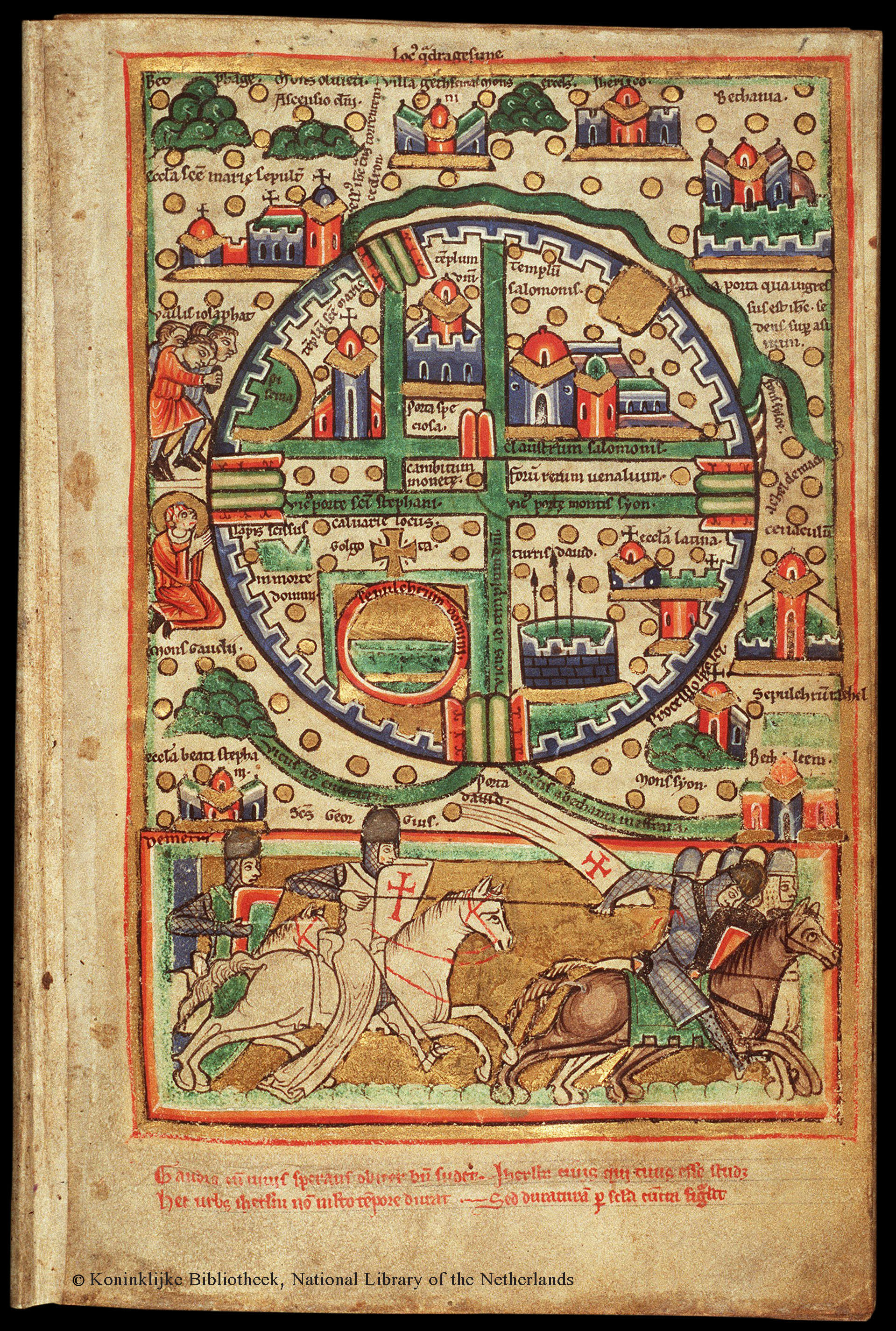
Stark schematisierter Stadtplan von Jerusalem im 12. Jahrhundert. Bethanien (Bethania) ist rechts oben dargestellt

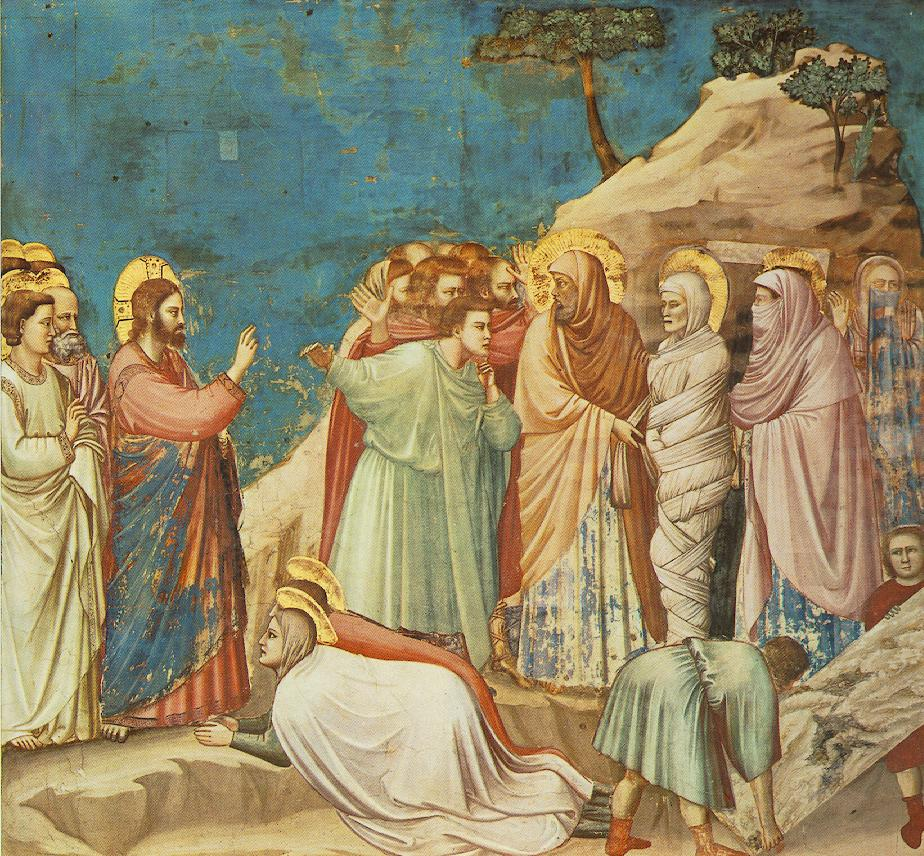
Die Auferweckung des Lazarus von Giotto.

## Religiöse Bedeutung des Ortes
Bethanien war der Ort, in dem zur Zeit von Jesus die Geschwister Lazarus, Maria und Martha lebten, die mit Jesus befreundet waren. Lazarus aber war krank geworden, und seine Schwestern Martha und Maria sandten eine Nachricht zu Jesus, dass Lazarus krank sei. Als Jesus schließlich in Bethanien ankam, war Lazarus schon verstorben und lag bereits vier Tage im Grab. Martha ging Jesus entgegen und sagte zu Jesus: Herr, wärst du hier gewesen, dann wäre mein Bruder nicht gestorben.(Joh 11,21 ). ... Dann ging Jesus zum Grab, in dem Lazarus bestattet war, ließ den Stein entfernen, mit dem das Grab verschlossen war und rief: Lazarus, komm heraus! (Joh 11,43 ) Und der Verstorbene stand von den Toten auf und kam aus dem Grab heraus.
Das Wunder von der Auferweckung des Lazarus fand schon sehr früh Aufnahme in die christliche Ikonographie. Die Auferweckung des Lazarus ist bereits in Wandmalereien in den Katakomben in Rom dargestellt. Besonders in der Renaissance finden sich viele Darstellungen des Themas. Lazarus wird dabei als ein Symbol für die den Tod überwindende Kraft Gottes betrachtet.

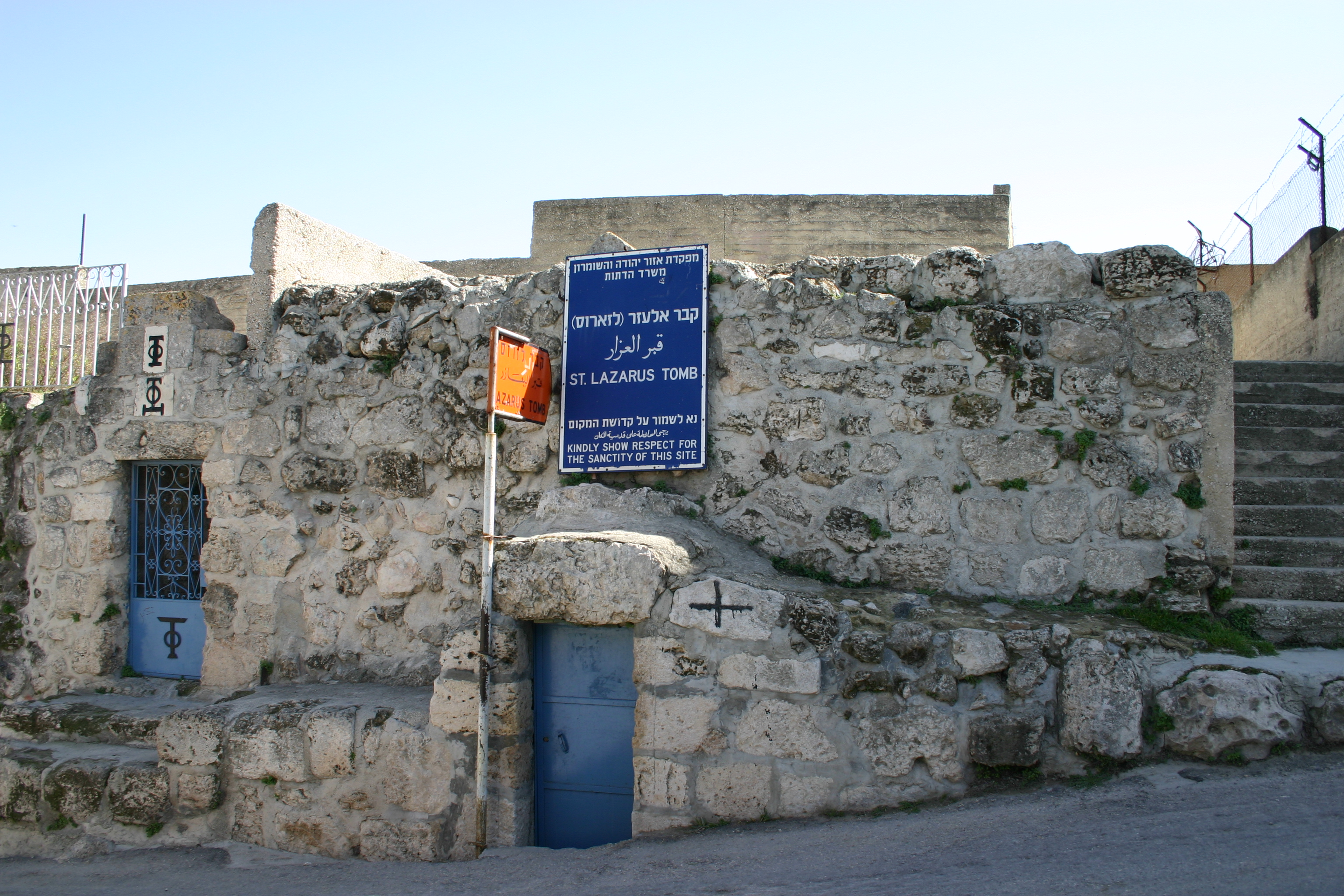
Eingang zum Grab des Lazarus

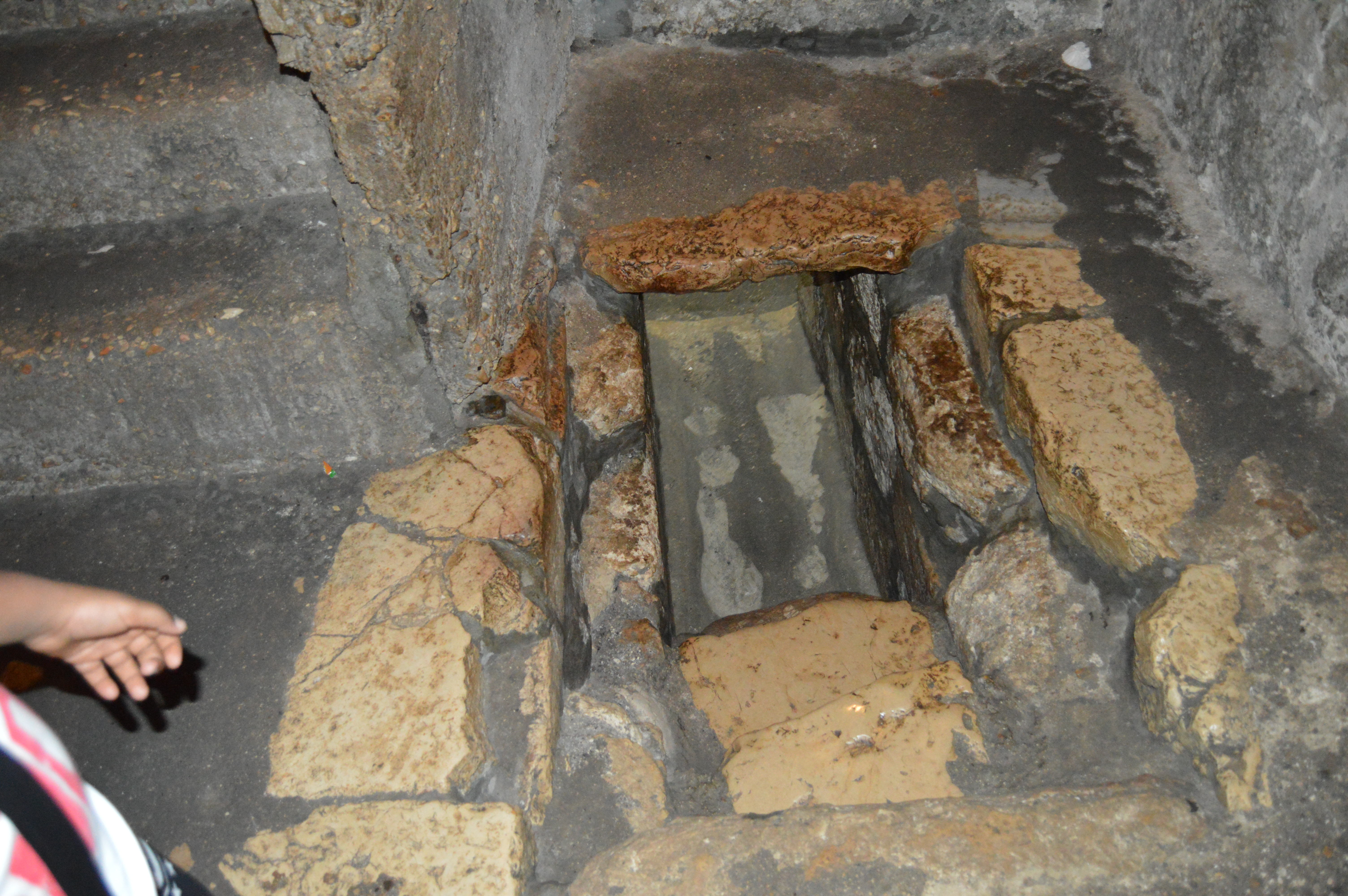
Grab des Lazarus

## Vorgeschichte
Wegen des Wunders der Auferweckung des Lazarus war Bethanien schon im 4. Jahrhundert ein viel besuchtes Pilgerziel. Eine erste Kirche entstand wohl noch im späten 4. Jahrhundert. Im 6. Jahrhundert wurde eine Basilika beim Lazarusgrab erbaut, die der Zerstörung der Kirchen unter Kalif al-Hakim 1009 entging. Angeschlossen war auch ein Kloster. Der Eingang zur Höhlenkapelle mit dem Grab von Lazarus befand sich im Hof der Basilika. Die Kirche und die Klostergebäude standen noch, als die Kreuzfahrer 1099 Jerusalem und deren Umgebung eroberten. Von einem Kloster ist allerdings keine Rede mehr.
1114 überließ der damalige lateinische Patriarch von Jerusalem Arnulf die Kirche St. Lazarus und deren Zubehör dem Chorherrenstift am Heiligen Grab in Jerusalem. König Balduin I. schenkte den Chorherren noch die vier Anteile am Dorf Bethanien. Das Eigentum an Bethanien und seiner Kirche wurde den Chorherren am Heiligen Grab 1121 durch Papst Calixt II. bestätigt, ebenso 1128 von Papst Honorius II. und 1138 vom Patriarchen Wilhelm I. von Jerusalem. Die Chorherren ließen die Gottesdienste wahrscheinlich von Weltgeistlichen lesen, jedenfalls gibt es keine Hinweise, dass die Chorherren hier ein Priorat (oder Tochterkloster) hatten.
Am 5. Februar 1138 versammelten König Fulko und Königin Melisende einen ausgewählten Kreis von höheren Geistlichen und des Adels in Jerusalem. Auf der Versammlung stimmten Patriarch Wilhelm I. von Jerusalem und der Prior Petrus des Chorherrenstifts am Heiligen Grab einem Besitztausch zu. Das Chorherrenstift am Heiligen Grab trat die vier Anteile an Bethanien und die dortige Kirche St. Lazarus mit ihrem Zubehör an das Königspaar ab und erhielt dafür das Gut Thecua (Khirbet et-Teqūʿ, Ruinenfeld , ca. neun Kilometer südlich von Bethlehem), zusammen mit einem Streifen Land, der sich von Thecua bis zum Toten Meer erstreckte. Das Chorherrenstift bekam außerdem das Recht Bitumen und Salz auf diesem Landstrich zu gewinnen, und es erhielt die Jurisdiktion über die Beduinen, die auf diesem Landstreifen lebten. Unter den Zeugen war auch Elias, der Abt des wohl kurz zuvor gegründeten Klosters Palmaria.
Als Begründung für den Landtausch gab König Fulko an, dass eine klösterliche Gemeinschaft von Mönchen oder Nonnen den Gottesdienst an der Lazaruskirche andächtiger verrichten können (als die Weltgeistlichen) (ecclesia illa religioso conventui monachorum seu sanctimonialium devotius quam antea deserviret), ein deutlicher und kritischer Hinweis, dass die Chorherren in Bethanien weder ein Priorat eingerichtet hatten, noch beabsichtigten, ein Priorat einzurichten. Diese Urkunde wird außerdem als Hinweis gewertet, dass König Fulko und Königin Melisende beabsichtigten, in Bethanien ein Kloster einzurichten. Entweder waren sie sich zu diesem Zeitpunkt noch uneinig, ob sie ein Männer- oder Frauenkloster gründen sollten, oder sie hatten sich noch nicht endgültig entschieden. Das Klosterprojekt ruhte nun zunächst für einige Jahre. Am 13. November 1143 starb König Fulko bei einem Jagdunfall. Sein Nachfolger war sein noch minderjähriger Sohn Balduin III., für den zunächst Königin Melisende die Staatsgeschäfte führte.

## Gründung des Klosters St. Lazarus in Bethanien
Am 10. Januar 1144 schrieb Papst Coelestin II. an den Prior und die Chorherren am Heiligen Grab und bestätigte den Tausch von St. Lazarus in Bethanien gegen Thecua. Der Papst schrieb weiter, dass er auf eine Anfrage von König Fulko und Königin Melisende antworte, die ein Männer- oder Frauenkloster in Bethanien gründen wollten. Anscheinend war zu diesem Zeitpunkt die Nachricht vom Tod König Fulkos noch nicht in Rom angekommen.
Ganz offensichtlich nahm Königin Melisende den Tod ihres Mannes zum Anlass, das Klosterprojekt nun zu verwirklichen; sie gründete ein Frauenkloster in Bethanien und übertrug die 1138 eingetauschten Besitzungen dem neuen Kloster. Nach Wilhelm von Tyrus, der 1175 Erzbischof von Tyrus wurde, soll Königin Melisende das Kloster St. Lazarus in Bethanien auch deshalb gegründet haben, damit ihr jüngere Schwester Iveta dort Äbtissin werden konnte. Hans Eberhard Mayer hält das aber für nicht stichhaltig, da Iveta ja zuerst in das Kloster St. Anna in Jerusalem eingetreten war und auch im dortigen Kloster hätte Äbtissin werden können. Außerdem wurde als erste Äbtissin des neuen Klosters nun nicht Iveta eingesetzt, sondern die matrona Mathilda, vermutlich eine ältere, in Organisationsfragen wohl erfahrene Frau, die als Witwe den Schleier genommen hatte. Die Hauptaufgabe für die erste Äbtissin Mathilda in den ersten Jahren des Klosters war sicherlich der Aufbau des Klosters. Erst nach dem Tod von Mathilda wurde Iveta tatsächlich Äbtissin von St. Lazarus. Sie ist 1157 erstmals als Äbtissin nachgewiesen. Eine Hauptmotivation für Melisende zur Gründung des Klosters St. Lazarus ist sicherlich darin zu sehen, dass sie nun als Klostergründerin gelten konnte.
In einer nicht genau datierten Urkunde, die zwischen Mitte April und September 1144 ausgestellt worden war, bestätigte ihr Sohn und Nachfolger Balduin III. den oben genannten Tausch mit den Chorherren am Heiligen Grab, und die Schenkung von Bethanien an das neue Kloster und an seine neue Äbtissin Mathilda. Papst Coelestin II. bestätigte dem neuen Kloster den Status als Abtei. Das Kloster St. Lazarus in Bethanien war ein direkter Suffragan, d. h. stand unter der direkten Jurisdiktion des Patriarchen von Jerusalem, was später noch eine wichtige Rolle in der Geschichte des Klosters spielen sollte.
Königin Melisende beschenkte das neue Kloster in Bethanien in den ersten Jahren reichlich. Die Kirche wurde mit Gold, Silber und Juwelen verziert. Die dort die Gottesdienste versehenden Priester und Diakone erhielten repräsentative Messgewänder aus Seide. Sie veranlasste auch einen Gütertausch mit dem Meister des Johanniterordens, Raymond du Puy. 1157 traten die Johanniter ihren Anteil an den Zehnten in Bethanien an das neue Kloster ab und erhielten dafür einen Weinberg außerhalb von Jerusalem an der Straße nach Nablus. Sie arrangierte auch, dass das Kloster S. Maria Latina und das Kloster St. Anna in Jerusalem auf ihre Zehnten an diesem Weinberg verzichteten. Als Zeuginnen bzw. Anwesende bei diesem Gütertausch werden aus dem Kloster St. Lazarus neben der Äbtissin Iveta die Priorin Odulina, die Sängerin Alamandina sowie die Schwestern Siguina, Helena und Agnes namentlich genannt,. Im selben Jahr trat auch die Stieftochter von Königin Melisende, die Tochter ihres Mannes aus erster Ehe, Sybille Gräfin von Flandern in das Kloster St. Lazarus ein.
Die alte Kirche St. Lazarus wurde in dieser Zeit renoviert und die Holzdecke im Inneren durch ein steinernes Gewölbe ersetzt. Sie wurde neu den Schwestern Martha und Maria Magdalena geweiht. Direkt über dem Grab des Lazarus wurde eine neue Kirche errichtet, die nun dem Hl. Lazarus geweiht wurde. Königin Melisende stattete die neue Kirche mit Kelchen, Messbüchern und anderen kirchlichen Geräten aus. Bei den Konventsgebäuden wurde ein fester Turm errichtet, damit sich die Schwestern in Kriegszeiten darin verbarrikadieren konnten.
1159 wurde Königin Melisende schwer krank, und ihre Versorgung wurde von ihren beiden Schwestern Hodierna und Iveta überwacht. Vermutlich verbrachte sie ihre letzte Lebenszeit im Kloster St. Lazarus. Sie starb im September 1161 und wurde in der Krypta des Klosters S. Maria im Tal Josaphat beigesetzt. Ihre Schwester Hodierna starb nur wenige Jahre später, noch vor 1164, und auch ihre Stieftochter Sibylle starb 1165 in Bethanien, sodass Iveta nun das älteste überlebende Mitglied der königlichen Familie war.
Das Kloster St. Lazarus in Bethanien war fest eingebunden in die religiösen Feierlichkeiten der Stadt Jerusalem in der Zeit des Lateinischen Königreichs. Am Palmsonntag zogen der Patriarch von Jerusalem begleitet vom Schatzmeister des Chorherrenstifts am Heiligen Grab, dem Prior (später Abt) des Chorherrenstifts auf dem Berg Sion, dem Prior (später Abt) des Chorherrenstift auf dem Ölberg und dem Abt des Klosters S. Maria im Tal Josaphat jeweils in Begleitung ihrer Konvente in festlichen Gewändern von Jerusalem bis nach Bethanien. Der Patriarch trug das Heilige Kreuz, während die anderen Geistlichen Hymnen und Lieder sangen. In Bethanien angekommen sprachen sie ein Gebet und zogen auf dem Weg, den Jesus bei seinem Einzug in Jerusalem genommen hatte, wieder zurück nach Jerusalem.
Ein Pilger, der 1170 Bethanien besuchte, beschrieb Bethanien als gut befestigt und erwähnte auch die zwei Kirchen. Nach Pringle war die alte, nun den Schwestern Maria Magdalena und Martha geweihte Kirche weiterhin die Pilgerkirche. Die neue Kirche war die Klosterkirche bzw. Nonnenkirche und wahrscheinlich für die Öffentlichkeit nicht zugänglich. Die Pilger konnten das Lazarus-Grab unter der neuen Kirche durch den Gang vom Hof der alten Kirche erreichen.

## St. Lazarus in Bethanien – ein Doppelkloster?
Hans Hermann Mayer vertrat die Ansicht, das St. Lazarus in Bethanien ein Doppelkloster nach dem Vorbild der Abtei Fontevraud war. Mönche und Nonnen lebten getrennt voneinander unter der Leitung einer Äbtissin in einem großen Klosterkomplex. Er leitet dies aus den Urkunden von 1138 und 1144 und einer weiteren Urkunde von 1180 ab. In den Urkunden von 1138 und 1144, die von der beabsichtigten Klostergründung handeln, heißt es aber conventui monachorum sive sanctimonialium also ein Mönchs- oder ein Nonnenkonvent. Die Urkunden können also nicht zur Stützung der These herangezogen werden, dass ein Männer- und Frauenkloster gegründet wurde. Ein weiterer Hinweis ist für Mayer eine Urkunde von 1180, wo unter den Zeugen erscheinen Galterius de Maomeria; de fratribus autem: frater Petrus, Sancti Lazari preceptor; F. Palacius et F. Gilabertus. Während Walter von Maomeria ein fränkischer Bürger von Bethanien war, waren Peter, Palacius und Gilabertus definitiv Mönche. Hans Hermann Mayer sieht in diesen Mönchen einen kleinen Männerkonvent, der an das Kloster St. Lazarus angeschlossen war, aber unter der Leitung der Äbtissin stand. Hamilton und Jotschky sehen in ihnen dagegen Mönche, die die Gottesdienste in den beiden Kirchen versahen. Der Meister Peter musste wohl auch das Eigentum des Klosters verwalten. Es könnte sich auch um Mönche des benachbarten Klosters von S. Maria im Tal Josaphat gehandelt haben. Die Autoren betonen, dass es insbesondere keinen Hinweis gibt, dass ein Männerkonvent schon bei oder in den Jahrzehnten nach der Gründung vorhanden war. Ein Pilgerbericht von 1175 erwähnt die zwei Kirchen und einen Nonnenkonvent, aber keinen Männerkonvent. Auch später im Exil in Akkon ist kein Männerkonvent (mehr) erwähnt. Die Urkunde von 1180 bleibt der einzige Hinweis, dass möglicherweise für eine sehr kurze Zeit ein Männerkonvent neben dem Frauenkloster St. Lazarus in Bethanien bestand.

## Besitzungen des Klosters
Leider hat sich weder ein Besitzverzeichnis noch eine päpstliche Bestätigung des Besitzes des Klosters erhalten. Der Klosterbesitz ist daher nur unvollständig bekannt. Oft lassen sich Besitzungen des Klosters nur durch gelegentliche Erwähnungen (z. B. als Anlieger) oder bei Veräußerungen nachweisen. Nachweislich gründete das Kloster auch eine Reihe von Prioraten in Städten der Kreuzfahrerstaaten.
Das Kloster hatte um 1170 ein Priorat in Balata bei Nablus. Dort hatte Jesus an einer Quelle (Jakobsquelle) mit der Samariterin gesprochen. Um die Quelle war in byzantinischer Zeit eine Kirche gebaut worden, die bei der Ankunft der Kreuzfahrer in Ruinen lag. Bis 1170 war an der Stelle eine neue Kirche erbaut worden, die von Nonnen des Klosters St. Lazarus in Bethanien betreut wurde. Nach Hamilton und Jotschky hatte das Kloster St. Lazarus auch Priorate in Antiochia, Tripolis und Nikosia (Zypern), evtl. auch in Akkon (vor 1187). Allerdings ist unklar wann diese Priorate entstanden. Sie könnten auch erst in der Zeit nach 1192 entstanden sein.
Einkünfte hatte das Kloster von folgendem Besitz:
- Stadt Jericho
- in Jerusalem gehörte dem Kloster ein Anwesen neben der Kirche St. Johannes Evangelist unmittelbar westlich der Plattform des Tempelberges; in Kriegszeiten zogen sich die Nonnen in dieses Anwesen zurück
- in Jerusalem gehörte dem Kloster ein Haus in der Straße, die vom Davidtor in die Stadt führte
- weitere Häuser in derselben Straße, die 1184 gegen Zehnte eingetauscht wurden
- die Kirche St. Lazarus in Akkon
- ein Weinberg bei Akkon (1237 verpachteten sie den Weinberg für 12 Byzantiner pro Jahr an die Kirche Heilige Dreieinigkeit)
- das Kloster hatte auch Besitz in der Diözese Agrigent in Sizilien[3]
- aus der letztlich gescheiterten Auflösung des Klosters 1256 weiß man, dass das Kloster auch Besitzungen in den Diözesen Tyrus, Tartus, Banyas und Jubail sowie den Diözesen Tripolis, Tortosa und Valania hatte.

## Das Ende des Klosters in Bethanien
1187 zerstörte Saladin das Kloster bei seinem Vormarsch auf Jerusalem. Die Nonnen waren sicher schon vorher geflohen und hatten Schutz in Jerusalem gesucht. Während die ältere, den Hl. Martha und Maria Magdalena geweihte Kirche unversehrt stehen blieb, soll die neuere Nonnenkirche St. Lazarus zerstört worden sein. Die Unterkirche mit dem Grab von Lazarus blieb aber unversehrt.
Im Oktober 1187 gewährte Saladin der christlichen Bevölkerung freien Abzug aus Jerusalem gegen die Übergabe der Stadt. Die Nonnen flohen nach Tyrus, wo sie vermutlich Grundeigentum hatten. Ein Priorat des Klosters in Tyrus ist aber nicht nachgewiesen. Ab 1192 nahmen die Nonnen ihren neuen Sitz in der Kirche St. Lazarus in Akkon, die sie schon geraume Zeit vorher besaßen.

## Das Kloster St. Lazarus in Akkon
Das Kloster St. Lazarus im östlichen Teil von Akkon lag nordöstlich der Heiliggrabkirche in Akkon und westlich des großen Anwesens der Deutschordensritter. Mit den Eroberungen Saladins verlor das Kloster auch einen großen Teil seiner Einkünfte, so z. B. die sicherlich bedeutenden Einkünfte der Stadt Jericho. Auch nach der Rückgabe von Jerusalem in christliche Verwaltung 1229 kehrten die Nonnen nicht mehr in ihr zerstörtes Kloster zurück, zumal Bethanien wahrscheinlich nicht zu dem Gebiet gehörte, das den Christen überlassen worden war. Das Kloster hatte trotz des großen Verlusts an Grundeigentum und Einnahmen immer noch genügend Mittel, das Klosterleben weiter zu führen. Dies weckte aber Begehrlichkeiten bei anderen Orden.
Die Johanniter schilderten dem Papst um 1255, die meisten Besitzungen des Klosters St. Lazarus in Bethanien wären in der Hand der Muslime und das Kloster wäre verarmt. Am 10. Januar 1256 übertrug Papst Alexander IV. alle Besitzungen des Klosters St. Lazarus in Bethanien an den Johanniterorden. Die Johanniter sollten die letzten Nonnen des Klosters bis zu ihrem Tod mit allem Nötigen versorgen. Nach ihrem Tod sollten sie durch Johanniterschwestern ersetzt werden. Dieses Vorgehen gegen ein Kloster im Exil hatte bereits 1255/56 Erfolg, als der Papst den Johannitern die Besitzungen des Klosters S. Salvator auf dem Berg Tabor übertrug und das Kloster auflöste.
Im August 1259 vollzogen Eustorge, der Bischof von Tiberias und Johannes, Abt des Klosters St. Samuel die Übergabe der Besitzungen des Klosters St. Lazarus in den Diözesen Tyrus, Tartus, Banyas und Jubail. Der Kantor von Valania wurde vom Papst beauftragt, die Besitzungen des Klosters St. Lazarus in den Diözesen Tripolis, Tortosa, Gibelet und Valania an die Johanniter zu übergeben. Im selben Monat akzeptierte die Priorin Philippa die Übernahme des Klosters durch die Johanniter und bekam die Zusicherung, dass sie ihr Amt für den Rest ihres Lebens behalten sollte.
Die Auflösung des Konvents wurde von der Äbtissin und nun auch besonders vom Patriarchen von Jerusalem Jakob Pantaleon opponiert, schließlich war das Kloster St. Lazarus in Bethanien ein direkter Suffragan des Patriarchen. Auch das Kloster St. Lazarus in Akkon stand unter seiner direkten Jurisdiktion, nicht der des Bischofs von Akkon. Patriarch und Äbtissin reisten in der zweiten Hälfte des Jahres 1259 nach Viterbo, der damaligen Papstresidenz, und brachten den Fall dort Papst Alexander IV. vor. Der Patriarch argumentierte, dass die Johanniter dem Papst falsche Informationen hätten zukommen lassen. Das Kloster wäre nicht verarmt und kurz vor der Auflösung, sondern hätte mehr als 50 Nonnen, die es auch unterhalten könne. Der Fall zog sich hin, und bevor Papst Alexander IV. eine Entscheidung traf, verstarb er am 27. Mai 1261. Am 29. August 1261 wurde nun Patriarch Jakob Pantaleon zum Papst gewählt und am 4. September 1261 als Urban IV. gekrönt. Nur wenige Tage nach seinem Amtsantritt setzte er die Anordnung seines Vorgängers zur Aufhebung des Klosters St. Lazarus und die Übertragung der Klosterbesitzungen an die Johanniter außer Kraft und gebot den Johannitern, die bereits übernommenen Klosterbesitzungen wieder zu restituieren. Die damalige, namentlich leider nicht bekannte Äbtissin nutzte die günstige Gelegenheit und erreichte bei Papst Urban IV., dass das Priorat des Klosters in Tripoli der Jurisdiktion des Bischofs von Tripolis entzogen und direkt dem Patriarchen von Jerusalem unterstellt wurde. Nur ein Jahr später wurden alle Priorate des Klosters, auch das Priorat in Nikosia, direkt dem Patriarchen von Jerusalem unterstellt. Die Äbtissin des Klosters in Akkon war nun das Oberhaupt eines kleinen Klosterverbundes.

## Das Ende des Klosters und seiner Priorate
1268 wurde Antiochia von Sultan Baibars I. erobert. Die überlebenden Nonnen des dortigen Priorats, falls es Überlebende gab, flohen entweder nach Akkon oder nach Nikosia. 1289 wurde Tripolis im Libanon von den Mamluken erobert, und damit kam auch das Ende des dortigen Priorats. Falls es Überlebende gab, flohen sie entweder ebenfalls nach Akkon oder Nikosia. 1291 fiel mit Akkon der letzte größere Stützpunkt der Kreuzfahrer im Nahen Osten. Die überlebenden Nonnen flohen nun in ihr Priorat nach Nikosia.
Anfang des 14. Jahrhunderts wurde das Kloster der Nonnen von St. Lazarus in Nikosia Abtei genannt, nicht mehr Priorat, was deutlich darauf hindeutet, dass diese Niederlassung nun das Mutterhaus des Klosters St. Lazarus von Bethanien und Sitz der Äbtissin war. 1362/65 wurde die Abtei letztmals urkundlich erwähnt. Sie war damals schon verarmt und hat sich wohl in den Jahren/Jahrzehnten danach aufgelöst.

## Äbtissinnen
- 1144 bis 1157? Mathilda[4]
- ?1157 bis 1175/78 Yveta/Joveta/Iveta/Judith/Lovetta (* um 1120, + vor 1178), Äbtissin[1]
- 1178, 1180 Eva
- 1184 Melisende

## Nachgeschichte
In den folgenden Jahrzehnten wurde die stehen gebliebene Krypta der Nonnenkirche in Bethanien direkt über dem Lazarusgrab in eine Kapelle umgewandelt. Um 1400 war der Ort in den Händen von griechisch-orthodoxen Christen. Im 15. Jahrhundert wurde sie von armenischen Christen betreut. Um 1480 lag auch die den Hl. Martha und Maria Magdalena geweihte Kirche in Trümmern. Im 16. Jahrhundert wurde die Kapelle direkt über dem Lazarugrab in eine Moschee umgewandelt. Um 1560/70 wurde ein neuer Zugang zum Lazarusgrab geöffnet, so dass nun nicht mehr der Weg über die Moschee genommen werden musste. Direkt über dem Lazarusgrab steht heute die al-Uzair-Moschee, die nach Lazarus benannt ist. Das Grab unter der Moschee ist aber von der Straße über den 1560/70 angelegten unterirdischen Gang zugänglich. Die heutige Franziskanerkirche, die 1952 bis 1955 gebaut wurde, steht in etwa an der Stelle der älteren Lazarus-Kirche. Westlich des Grabes wurde 1965 eine Griechisch-Orthodoxe Kirche erbaut.